# Muslim Television Ahmadiyya
De satellietzender Muslim Television Ahmadiyya, kortweg MTA, werd in 1994 opgericht door Mirza Tahir Ahmad, de religieuze leider van de Ahmadiyya Moslim Gemeenschap. MTA zendt uit vanuit Londen. De zender wordt bekostigd door de ahmadimoslims zelf, en heeft specifiek tot doel de islamitische leer uit te leggen en te verspreiden, en in dialoog te treden met andere religies.

## Geschiedenis
MTA begon haar uitzendingen op 1 januari 1994. Aanvankelijk kon MTA maar gedurende 5 uur per dag in Europa ontvangen worden. Vanaf 1 april 1996 is MTA over de gehele wereld 24 op 24 uur te ontvangen via verschillende satellieten zoals Eurobird, Hotbird en Telesat.

## Programma's
Het populairste en meest bekeken programma van MTA is de vrijdagse toespraak van de kalief ter gelegenheid van het wekelijkse vrijdag-gebed. De toespraak wordt rechtstreeks uitgezonden en simultaan vertaald in verschillende belangrijke wereldtalen.
Naast religieuze programma's, zoals lezingen uit de Koran, wordt er ook aandacht besteed aan culturele programma's. Zo wordt er vaak Urdu-poëzie voorgedragen, en is er plaats voor programma's die werden gemaakt door de verschillende plaatselijke gemeenschappen. Soms zijn er ook Nederlandstalige programma's.
De programma's kunnen ook herbekeken worden via de website van MTA.

## Talen
Via verschillende audiokanalen kan de kijker de programma's bekijken in verschillende talen: Urdu, Bengaals, Arabisch, Engels, Frans, Duits en Turks. Soms wordt ook uitgezonden in andere talen.